# Opesia grandis
Opesia grandis är en tvåvingeart som först beskrevs av Johann Egger 1860.
Opesia grandis ingår i släktet Opesia och familjen parasitflugor. Inga underarter finns listade i Catalogue of Life.